# Джошуа (певец)
Джошуа Джису Хон (англ. Joshua Hong, кор. 홍지수; род. 30 декабря 1995, Лос-Анджелес, США) — американский певец и танцор, проживающий в Южной Корее. Является участником южнокорейского K-Pop бой-бэнда Seventeen, управляемого Pledis Entertainment.

## Ранняя жизнь
Джошуа Хон родился в Лос-Анджелесе 30 декабря 1995 года в семье южнокорейских родителей. Он учился в средней школе Downtown Magnets, которую окончил в 2013 году. В детстве он посещал церковь в Корейском квартале Лос-Анджелеса.

## Карьера

### 2013–2014: Пре-дебют
Джошуа был замечен агентом Pledis во время визита в Корейский квартал Лос-Анджелеса в 2013 году. Затем он переехал в Сеул, Южная Корея, где начал обучаться пению и танцам. В качестве стажера он присоединился ко второму сезону «Seventeen TV», онлайн-реалити-шоу, в котором были представлены стажеры Pledis и потенциальные участники мужской группы Seventeen еще до их официального дебюта. Шоу периодически транслировалось на Ustream, где участники показывали, как они тренируются, поют, создают хореографические постановки и играют в игры. Онлайн-шоу также включало участие в концертах под названием «Like Seventeen».

### 2015–наст. время: Seventeen и сольная деятельность
В 2015 году Джошуа дебютировал в составе южнокорейской мужской группы Seventeen 29 мая с мини-альбомом 17 Carat.
В 2020 году Джошуа и его коллега по группе DK сотрудничали с американским музыкантом Pink Sweats над ремиксом на его песню «17».
В июне 2022 года Джошуа выпустил кавер-версию песни Dhruv «double take» в рамках продолжающейся серии Seventeen #17Studio.
В 2023 году Джошуа и его коллега по группе Хоси приняли участие в реалити-шоу TVING «Броключения в Дубае» вместе с Ю Ен Соком, Ли Дон Хви, Кюхеном, Джи Сок Джином, Чо Се Хо и Ли Сын Ги. Шоу вышло в эфир в июле того же года, и выступления Джошуа и Хоши были хорошо приняты публикой.
В марте 2023 года Джошуа выпустил две кавер-версии песен в рамках серии Home Session от Apple Music. Он стал первым исполнителем K-pop, который был показан в серии. В июле 2023 года Джошуа снова работал с Apple Music вместе с коллегой по группе Верноном, ведя летнее тематическое радиошоу Apple Music 1 под названием «Летние каникулы с Джошуа и Верноном из SEVENTEEN».
В августе, вместе с коллегами по группе DK и Тино, Джошуа был показан в ремиксе New Kids On The Block на их песню «Dirty Dancing» 2008 года, выпущенном в рамках празднования 15-й годовщины выхода альбома The Block.

## Другая деятельность

### Продвижение
В мае 2022 года Джошуа, вместе с коллегой по группе Сынкваном, был объявлен моделью для линии одежды Laneige «Neo Cushion».
В декабре 2023 года Джошуа был объявлен послом Givenchy Beauty.

### Мода
В феврале 2023 года Джошуа посетил показ итальянского модного дома Marni Осень-зима 2023 в Токио. Позже в том же году он посетил показ женской одежды бренда Весна-2024 в Париже. В марте 2024 года Джошуа был объявлен новым представителем шотландского кашемирового бренда Barrie.

## Фильмография
| Год       | Название            | Роль                        | Ист.   |
| --------- | ------------------- | --------------------------- | ------ |
| 2013–2014 | Seventeen TV        | Участник актёрского состава | [ 20 ] |
| 2022      | Броключения в Дубае | Участник актёрского состава | [ 21 ] |

## Дискография

### Коллаборации
| Год  | Артист для коллаборации            | Песня                                 | Альбом                   | Примечания                                                       | Ист.   |
| ---- | ---------------------------------- | ------------------------------------- | ------------------------ | ---------------------------------------------------------------- | ------ |
| 2020 | Pink Sweats                        | «17» совместно с DK                   | The Prelude              | Выпущен в виде ремикса                                           | [ 22 ] |
| 2023 | New Kids on the Block и Dem Jointz | «Dirty Dancing» совместно с DK и Дино | The Block 2023 Rerelease | A part of New Kids on the Block's revisiting of their 2008 album | [ 23 ] |

### Каверы
| Год  | Оригинальный артист | Песня                 | Альбом                           | Примечания                                                | Ист.   |
| ---- | ------------------- | --------------------- | -------------------------------- | --------------------------------------------------------- | ------ |
| 2022 | dhruv               | «double take»         | Неальбомный сингл                | Выпущен в рамках продолжающейся серии Seventeen #17Studio | [ 24 ] |
| 2023 | BSS                 | «7PM»                 | Apple Music Home Session: Joshua | Выпущен как эксклюзив для Apple Music                     | [ 25 ] |
| 2023 | Lauv                | «Kids Are Born Stars» | Apple Music Home Session: Joshua | Выпущен как эксклюзив для Apple Music                     | [ 25 ] |

## Композитор
Все права взяты из Korea Music Copyright Association, если не указано иное.
| Год  | Артист    | Песня                                     | Альбом            | Текст | Текст                                                                                   | Музыка | Музыка                               |
| Год  | Артист    | Песня                                     | Альбом            | Права | Совместно                                                                               | Права  | Совместно                            |
| ---- | --------- | ----------------------------------------- | ----------------- | ----- | --------------------------------------------------------------------------------------- | ------ | ------------------------------------ |
| 2017 | Bumzu     | "Just" (English Version)                  | 27                | Yes   | Bumzu, Vernon, G-HIGH, L-BELLE                                                          | No     | N/A                                  |
| 2017 | Seventeen | "Rocket" (Joshua and Vernon)              | Teen, Age         | Yes   | Woozi, Vernon, Nathan                                                                   | No     | N/A                                  |
| 2017 | Seventeen | "We Gonna Make It Shine" (Vocal Team)     | Неальбомный сингл | Yes   | Bumzu, Woozi, DK, Seungkwan, Jeonghan                                                   | No     | N/A                                  |
| 2018 | Seventeen | "Falling for U" (Jeonghan and Joshua)     | Director's Cut    | Yes   | Bumzu, Woozi, Jeonghan                                                                  | Yes    | Bumzu, Jeong Jaewon, Woozi, Jeonghan |
| 2020 | Seventeen | "Ah! Love" (S.Coups, Jeonghan and Joshua) | Semicolon         | Yes   | Bumzu, S.Coups, Woozi, Jeonghan                                                         | No     | N/A                                  |
| 2021 | Seventeen | "Rock with You"                           | Attacca           | Yes   | Bumzu, Kim In-hyung, Woozi, Vernon, Tim Tan, Jordan Witzigreuter, Cameron Walker-Wright | No     | N/A                                  |
| 2021 | Seventeen | "2 Minus 1" (Joshua and Vernon)           | Attacca           | Yes   | Bumzu, Vernon                                                                           | Yes    | Bumzu, Woozi, Vernon, HEY FARMER     |
| 2021 | Seventeen | "In The Soop"                             | Неальбомный сингл | Yes   | Woozi, Wonwoo, Dino, Hoshi, Mingyu, DK, Jeonghan                                        | No     | N/A                                  |

## Внешние ссылки
Джошуа (певец) на сайте Instagram